# فروتن، گایسلسدورف
فروتن (به آلمانی: Frutten-Gießelsdorf) یک منطقهٔ مسکونی در اتریش است که در زودوست‌اشتایرمارک واقع شده‌است. فروتن ۱۰٫۸۸ کیلومتر مربع مساحت دارد ۳۳۵ متر بالاتر از سطح دریا واقع شده‌است.